# Jasauna Dennis
Jasauna Dennis (* 30. Dezember 2004) ist ein jamaikanischer Sprinter, der sich auf den 400-Meter-Lauf spezialisiert hat.

## Sportliche Laufbahn
Erste internationale Erfahrungen sammelte Jasauna Dennis im Jahr 2022, als er bei den U20-Weltmeisterschaften in Cali mit der jamaikanischen Mixed-Staffel über 4-mal 400 Meter in 3:19,98 min die Bronzemedaille gewann und mit der Männerstaffel in 3:05,72 min die Silbermedaille gewann. Im Jahr darauf siegte er bei den CARIFTA Games in Nassau in 46,43 s über 400 Meter in der U20-Altersklasse und gewann auch mit der Männerstaffel in 3:07,68 min die Goldmedaille. Zudem begann er im selben Jahr ein Studium an der University of South Carolina in den Vereinigten Staaten. 2025 startete er mit der 4-mal-400-Meter-Staffel bei den Hallenweltmeisterschaften in Nanjing und gewann dort in 3:05,05 min gemeinsam mit Rusheen McDonald, Kimar Farquharson und Demar Francis die Silbermedaille hinter dem US-amerikanischen Team.

## Persönliche Bestzeiten
- 400 Meter: 45,38 s, 10. Mai 2024 in Gainesville
  - 400 Meter (Halle): 46,02 s, 1. März 2025 in College Station